# Jared Bednar
Jared Bednar (né le 28 février 1972 à Yorkton dans la province de Saskatchewan au Canada) est un joueur professionnel canadien de hockey sur glace devenu entraîneur. Il évoluait au poste de défenseur.
Il est actuellement l'entraîneur-chef de l'Avalanche du Colorado dans la Ligue nationale de hockey.

## Biographie
Il a joué au niveau junior dans la Ligue de hockey de l'Ouest de 1990 à 1993 pour quatre équipes différentes : les Blades de Saskatoon, les Chiefs de Spokane, les Tigers de Medicine Hat puis les Raiders de Prince Albert. Ayant joué la totalité de sa carrière professionnelle dans les ligues mineures d'Amérique du Nord, il a majoritairement joué dans l'ECHL. Il a remporté le championnat de la Coupe Kelly en 1997 et en 2001 avec les Stingrays de la Caroline du Sud.
En 2002, il devient entraîneur adjoint des Stingrays dans l'ECHL. En 2007, il est promu à un titre d'entraîneur-chef avec les Stingrays. En 2009, il mène les Stingrays à la Coupe Kelly. Après ce titre, il quitte l'ECHL et rejoint la Ligue américaine de hockey alors qu'il devient entraîneur adjoint du Heat d'Abbotsford. Il passe également deux saisons derrière le banc des Rivermen de Peoria comme entraîneur-chef.
Il rejoint les Falcons de Springfield en 2012 où il devient entraîneur-adjoint et devient entraîneur-chef deux ans plus tard. En 2015, les Blue Jackets de Columbus changent de club-école et sont désormais affiliés aux Monsters du lac Érié. Lors de cette saison, Bednar mène les Monsters à la Coupe Calder après vaincu les Bears de Hershey en finale. À la suite de ce succès, les Blue Jackets prolongent son contrat comme entraîneur des Monsters jusqu'à la saison 2018-2019.
Le 25 août 2016, il quitte l'organisation des Blue Jackets après avoir été nommé entraîneur-chef de l'Avalanche du Colorado dans la Ligue nationale de hockey.

## Statistiques

### Joueur
| Saison    | Équipe                          | Ligue |    | Saison régulière | Saison régulière | Saison régulière | Saison régulière | Saison régulière |   | Séries éliminatoires | Séries éliminatoires | Séries éliminatoires | Séries éliminatoires | Séries éliminatoires |
| Saison    | Équipe                          | Ligue | PJ | B                | A                | Pts              | Pun              | PJ               | B | A                    | Pts                  | Pun                  |                      |                      |
| 1990-1991 | Blades de Saskatoon             | LHOu  | 28 | 1                | 5                | 6                | 30               | -                | - | -                    | -                    | -                    |                      |                      |
| 1991-1992 | Chiefs de Spokane               | LHOu  | 62 | 7                | 17               | 24               | 200              | 7                | 2 | 1                    | 3                    | 9                    |                      |                      |
| 1992-1993 | Chiefs de Spokane               | LHOu  | 16 | 2                | 14               | 16               | 62               | -                | - | -                    | -                    | -                    |                      |                      |
| 1992-1993 | Tigers de Medicine Hat          | LHOu  | 9  | 1                | 4                | 5                | 20               | -                | - | -                    | -                    | -                    |                      |                      |
| 1992-1993 | Raiders de Prince Albert        | LHOu  | 37 | 6                | 16               | 22               | 56               | -                | - | -                    | -                    | -                    |                      |                      |
| 1993-1994 | Blizzard de Huntington          | ECHL  | 66 | 8                | 11               | 19               | 115              | -                | - | -                    | -                    | -                    |                      |                      |
| 1994-1995 | Blizzard de Huntington          | ECHL  | 64 | 9                | 36               | 45               | 211              | 2                | 0 | 2                    | 2                    | 4                    |                      |                      |
| 1995-1996 | Blizzard de Huntington          | ECHL  | 25 | 4                | 10               | 14               | 90               | -                | - | -                    | -                    | -                    |                      |                      |
| 1995-1996 | Stingrays de la Caroline du Sud | ECHL  | 39 | 2                | 22               | 24               | 126              | 8                | 0 | 0                    | 0                    | 26                   |                      |                      |
| 1996-1997 | Maple Leafs de Saint-Jean       | LAH   | 55 | 1                | 2                | 3                | 151              | -                | - | -                    | -                    | -                    |                      |                      |
| 1996-1997 | Stingrays de la Caroline du Sud | ECHL  | 15 | 1                | 2                | 3                | 28               | 15               | 1 | 4                    | 5                    | 59                   |                      |                      |
| 1997-1998 | Americans de Rochester          | LAH   | 19 | 0                | 2                | 2                | 49               | -                | - | -                    | -                    | -                    |                      |                      |
| 1997-1998 | Stingrays de la Caroline du Sud | ECHL  | 36 | 4                | 4                | 8                | 126              | 5                | 1 | 2                    | 3                    | 17                   |                      |                      |
| 1998-1999 | Griffins de Grand Rapids        | LIH   | 74 | 3                | 18               | 21               | 220              | -                | - | -                    | -                    | -                    |                      |                      |
| 1999-2000 | Stingrays de la Caroline du Sud | ECHL  | 61 | 4                | 13               | 17               | 214              | 10               | 0 | 2                    | 2                    | 25                   |                      |                      |
| 1999-2000 | Americans de Rochester          | LAH   | -  | -                | -                | -                | -                | 1                | 0 | 0                    | 0                    | 0                    |                      |                      |
| 2000-2001 | Stingrays de la Caroline du Sud | ECHL  | 57 | 6                | 9                | 15               | 155              | 15               | 0 | 5                    | 5                    | 24                   |                      |                      |
| 2001-2002 | Stingrays de la Caroline du Sud | ECHL  | 71 | 5                | 23               | 28               | 145              | 1                | 0 | 0                    | 0                    | 2                    |                      |                      |

### Entraîneur-chef
| Saison    | Équipe                          | Ligue |    | PJ | V  | D  | Pr   | % V                          |  | Séries éliminatoires |
| 2007-2008 | Stingrays de la Caroline du Sud | ECHL  | 72 | 47 | 22 | 3  | 67,4 | Éliminé au 3e tour           |  |                      |
| 2008-2009 | Stingrays de la Caroline du Sud | ECHL  | 71 | 42 | 23 | 6  | 63,4 | Champion de la Coupe Kelly   |  |                      |
| 2010-2011 | Rivermen de Peoria              | LAH   | 80 | 42 | 30 | 8  | 57,5 | Éliminé au 1er tour          |  |                      |
| 2011-2012 | Rivermen de Peoria              | LAH   | 76 | 39 | 33 | 4  | 53,9 | Non qualifiés                |  |                      |
| 2014-2015 | Falcons de Springfield          | LAH   | 76 | 38 | 28 | 10 | 56,6 | Non qualifiés                |  |                      |
| 2015-2016 | Monsters du lac Érié            | LAH   | 76 | 43 | 22 | 11 | 63,8 | Champion de la Coupe Calder  |  |                      |
| 2016-2017 | Avalanche du Colorado           | LNH   | 82 | 22 | 56 | 4  | 29,3 | Non qualifiés                |  |                      |
| 2017-2018 | Avalanche du Colorado           | LNH   | 82 | 43 | 30 | 9  | 57,9 | Éliminé au 1er tour          |  |                      |
| 2018-2019 | Avalanche du Colorado           | LNH   | 82 | 38 | 30 | 14 | 54,9 | Éliminé au 2e tour           |  |                      |
| 2019-2020 | Avalanche du Colorado           | LNH   | 70 | 42 | 20 | 8  | 65,7 | Éliminé au 3e tour           |  |                      |
| 2020-2021 | Avalanche du Colorado           | LNH   | 56 | 39 | 13 | 4  | 73,2 | Éliminé au 2e tour           |  |                      |
| 2021-2022 | Avalanche du Colorado           | LNH   | 82 | 56 | 19 | 7  | 72,6 | Champion de la Coupe Stanley |  |                      |
| 2022-2023 | Avalanche du Colorado           | LNH   | 82 | 51 | 24 | 7  | 66,5 | Éliminé au 1er tour          |  |                      |
| 2023-2024 | Avalanche du Colorado           | LNH   | 82 | 50 | 25 | 7  | 65,2 | Éliminé au 2e tour           |  |                      |

## Trophées et honneurs personnels
- En tant que joueur :
  - 1996-1997 : champion de la Coupe Kelly avec les Stingrays de la Caroline du Sud.
  - 2000-2001 : champion de la Coupe Kelly avec les Stingrays de la Caroline du Sud.
- En tant qu'entraîneur :
  - 2008-2009 : champion de la Coupe Kelly avec les Stingrays de la Caroline du Sud.
  - 2015-2016 : champion de la Coupe Calder avec les Monsters du lac Érié.

2021-2022 : champion de la coupe Stanley avec l’Avalanche du Colorado